# Víctor González Chang
Víctor Miguel González Chang (Chuquicamata, Chile, 30 de mayo de 1994) es un futbolista chileno, juega como defensa central y su actual club es Santiago Wanderers de la Primera B de Chile.

## Trayectoria
Tras debutar profesionalmente por la filial de Colo Colo en la Segunda División Profesional, para luego hacer sus primeras armas en San Antonio Unido de la misma divisional y luego en Deportes Valdivia de la Primera B. En diciembre de 2019, fichó por Coquimbo Unido.
El día 5 de febrero de 2020, en un partido válido por la Copa Sudamericana, anotó un gol en la victoria 3–0 de su equipo ante Aragua Fútbol Club. Tras el descenso del conjunto Filibustero, en febrero de 2021 es contratado por Unión La Calera.
En diciembre de 2021, se anuncia su regreso a Coquimbo Unido.
En noviembre de 2022 es anunciado como nuevo jugador de Deportes Temuco de la Primera B chilena.

## Clubes
| Club               | País  | Año       |
| ------------------ | ----- | --------- |
| Colo-Colo "B"      | Chile | 2012-2014 |
| San Antonio Unido  | Chile | 2015-2016 |
| Deportes Valdivia  | Chile | 2016-2019 |
| Coquimbo Unido     | Chile | 2020      |
| Unión La Calera    | Chile | 2021      |
| Coquimbo Unido     | Chile | 2022      |
| Deportes Temuco    | Chile | 2023-2024 |
| Santiago Wanderers | Chile | 2025-Act. |